# Bautista Güemes
Bautista Eduardo Güemes (Buenos Aires, Argentina; 12 de mayo de 1990) es un jugador argentino de rugby que se desempeña como apertura. Actualmente juega en el C. R. Huesitos La Vila, equipo que compite en División de Honor, y es internacional absoluto por España.

## Biografía
Bautista Güemes comienza a jugar en el Club Universitario de Buenos Aires a la edad de 6 años. Durante la temporada 2010, con 19 años debuta en el primer equipo de su club, siendo el apertura titular hasta la finalización de la temporada 2014.
Disputó 79 encuentros y marco 885 puntos para el club porteño de Villa de Mayo (CUBA) en torneos URBA, y durante el Nacional de Clubs 2014 jugó 7 de los 8 partidos, convirtiendo 71 puntos.
En 2013, gana con CUBA el campeonato de la URBA, denominado Top 12 de la URBA, título que el club no ganaba desde hacía 43 años, siendo el título número 14 para CUBA.
Durante la temporada 2014 gana con su club el codiciado Torneo Nacional de los Clubes, torneo organizado por la Unión Argentina de Rugby. Ese mismo año con su club CUBA llega de nuevo a la final del Top 12 de la URBA, perdiendo la final.
En 2013 y 2014 fue convocado a diversas concentraciones nacionales con los Jaguares XV. En 2015 llega a Francia tras firmar por el Sporting Union Agen aunque al año siguiente cambia de club al marcharse a jugar al Rugby Club Vannes. En 2017 fichó por la sección de rugby del FC Barcelona de España.
En el mes de septiembre del año 2020 fue convocado al Seleccionado Español a quien ha representado en 26 oportunidades.
Además de ser profesional de este deporte, Bautista es licenciado en Administración y Dirección de Empresas por la Universidad del Salvador y posee un máster en Dirección y Gestión del Deporte por la Universidad Pompeu Fabra.
En 2023 fichó por el C. P. Les Abelles, también de División de Honor, donde estuvo dos temporadas, hasta la temporada 2024-25 donde descendió de categoría.
Para la temporada 2025-26 se mantuvo en la primera división española al fichar por el C. R. La Vila.

## Palmarés
- Ganador del Top 12 de la URBA en 2013 con CUBA.
- Finalista del Top 12 de la URBA en 2014 con CUBA.
- Ganador del Torneo Nacional de Clubes en 2014 con CUBA.
- Ganador del World Cup 7's en 2014 con la URBA.
- Ganador del Torneo Nacional de Seven organizado por la Unión Argentina de Rugby, con la URBA en los años 2012, 2013 y 2014.
- MVP de la final de Copa del Rey de Rugby 2018-2019.